# Spor mechanicistů a dialektiků
Polemika mechanicistů a dialektiků byla všesvazová diskuse v sovětské filozofii.
Po Leninově smrti se pokoušela skupina mechanistů revidovat dialektický materialismus z mechanistického hlediska. V roce 1924 se objevily na stránkách teoretických odborných časopisů (Bolševik, Pod znameněm marksizma aj.), v monografiích apod., pokusy jednotlivých filozofů a přírodovědců (Ljubov Axelrodová-Ortodoxová, Sándor Varjas, Vladimir Sarabjanov, Ivan Skvorcov-Stěpanov, syn Klimenta Timirjazeva Arkadij Timirjazev aj.) vykládat marxistickou filozofii jako učení, které aplikuje zákony přírodních věd na všechny oblasti bytí a myšlení. Tak například I. I. Skvorcov-Stěpanov psal: 
— Ivan Skvorcov-Stěpanov 
Názory této skupiny podporoval Nikolaj Bucharin, který pod vlivem Bogdanova zaměňoval marxistickou dialektiku mechanistickou teorií rovnováhy a snažil se využít mechanicismu pro teoretické zdůvodnění svých protileninských teorií („pokojného vrůstání“ kulaků do socialismu, „živelnosti“ ve vývoji vesnice aj.).
Mechanicismus byl zvláštním projevem vlivů pozitivismu v marxistické filosofii.
—  Ivan Skvorcov-Stěpanov 
Názory mechanicistů byly ostře kritizovány většinou marxistických filosofů. Proti nim vystoupili například Vladimir Adoratskij, Abram Děborin, László Rudas, Michail Selektor, Jemeljan Jaroslavskij aj. II. všesvazová konference marxisticko-leninských vědeckých institucí (1929), která shrnula výsledky kritiky mechanicismu, poukazovala ve své rezoluci na to, že
| „ | mechanicismus, který v podstatě bojoval proti filosofii marxismu-leninismu, který nepochopil základy materialistické dialektiky a ve skutečnosti zaměňoval revoluční materialistickou dialektiku za vulgární evolucionismus a materialismus za pozitivismus, který objektivně bránil pronikání metodologie dialektického materialismu do oblasti přírodních věd, | “ |

tento mechanicismus „je zjevným ustoupením z marxisticko-leninských filosofických pozic“ O něco později, v lednu roku 1931, v usnesení ÚV KSSS o časopise Pod znameněm marksizma byl mechanicismus charakterizován jako „pokus o zvláštní revisi marxismu“. Pod vlivem vědecké kritiky se mnozí sovětští vědci, kteří dříve sdíleli mechanistické názory, nakonec zřekli svých chybných náhledů.
Pozitivní význam kritiky mechanicismu spočíval v tom, že ve filozofické vědě byly v té době formulovány a zpracovány velmi závažné otázky:
- otázky místa a úlohy filosofie v obecném systému vědění;
- otázky materialistické dialektiky jako obecné metody vědeckého poznání;
- kvalitativní zvláštnosti různých forem pohybu hmoty a jejich vzájemné nepřevoditelnosti;
- otázky základní protikladnosti dialektické teorie samopohybu hmoty a pozitivistické teorie rovnováhy;
- aktivní úlohy vědy a přetváření skutečnosti aj.

Kritiky mechanicismu se aktivně účastnili A. M. Děborin a jeho žáci Grigorij Bammel, Nikolaj Karev, Ivan Luppol, Jan Sten aj. Jejich práce se ukázaly jako velmi užitečné při zpracovávání důležitých otázek dialektického materialismu.